# سونيا بيرجاماسكو
سونيا بيرجاماسكو (بالإيطالية: Sonia Bergamasco)‏ هي ممثلة إيطالية، ولدت في 16 يناير 1966 في إيطاليا.

## أعمال

### أفلام
- (2012) أنا وأنت[7]
- (2016) اذهب هنا؟

## وصلات خارجية
- سونيا بيرجاماسكو على موقع IMDb (الإنجليزية)
- سونيا بيرجاماسكو على موقع ألو سيني (الفرنسية)
- سونيا بيرجاماسكو على موقع ميوزك برينز (الإنجليزية)
- سونيا بيرجاماسكو على موقع أول موفي (الإنجليزية)
- سونيا بيرجاماسكو على موقع قاعدة بيانات الأفلام السويدية (السويدية)
- سونيا بيرجاماسكو على موقع ديسكوغز (الإنجليزية)
- سونيا بيرجاماسكو على موقع قاعدة بيانات الفيلم (الإنجليزية)
- سونيا بيرجاماسكو على موقع كينوبويسك (الروسية)